# Julian Davies
Julian Davies (ur. 16 marca 1971) – brytyjski judoka. Olimpijczyk z Atlanty 1996, gdzie zajął siedemnaste miejsce (odpadł w 1/8) w kategorii 65 kg. Dwukrotny medalista mistrzostw Europy; srebro w 1996 roku. 
- Turniej w Atlancie 1996

Pokonał Abdoukarima Secka z Senegalu i przegrał z Jarosławem Lewakiem.